# Гелла (персонаж)
Ге́лла — второстепенный персонаж романа «Мастер и Маргарита», вампирша из свиты Воланда, внешне привлекательная рыжеволосая и зеленоглазая девушка.

## Описание персонажа
Хотя Гелла очень красива и сложена безупречно, на шее у неё есть безобразный шрам, который указывает на то, что Гелла была казнена (отрубание головы или повешение). По «нехорошей квартире», в которой остановилась вся свита Воланда, она ходит обнажённая, в одном переднике.
В романе:
«девица, на которой ничего не было, кроме кокетливого кружевного фартучка и белой наколки на голове. На ногах, впрочем, были золотые туфельки. Сложением девица отличалась безукоризненным, и единственным дефектом её внешности можно было считать багровый шрам на шее».
рыжие волосы, зелёные глаза
«…Красавица Гелла улыбалась, обратив к Маргарите свои с зеленью глаза…»
«…рыжие её волосы поднялись дыбом…»
«…сказала девица, уставив на буфетчика зеленые распутные глаза…»
«…свои с зеленью глаза…»
красный шрам на шее
«…девица с изуродованной шеей то появлялась, то исчезала…»
«…багровый шрам на шее…»
хриплый, «развратный» голос
«…Девица хоть и с хрипотцой, но сладко запела, картавя, что-то малопонятное…»
«…в то же время вкрадчивый и развратный женский голос шепнул в трубку…»

## Роль в романе
Представляется читателю немногословной служанкой Воланда. Воланд говорит о ней Маргарите: «…служанку мою Геллу рекомендую. Расторопна, понятлива, и нет такой услуги, которую она не сумела бы оказать».
Некоторые булгаковеды высказывают мнение, что Гелла расположена внизу иерархии свиты. Это предположение подтверждает тот факт, что вампирши нет в сцене последнего полёта, когда вся свита перевоплощается.
В воспоминаниях В. Я. Лакшина о беседах с Еленой Сергеевной Булгаковой та в ответ на его недоумение «взглянула <…> растерянно и вдруг воскликнула с незабываемой экспрессией: „Миша забыл Геллу!!!“». Стоит отметить, что в рукописной редакции 1938 года Гелла участвовала в последнем полете: «Геллу ночь закутала в плащ так, что ничего не было видно, кроме белой кисти, державшей повод. Гелла летела, как ночь, улетавшая в ночь».

## Происхождение персонажа
Имя для персонажа Булгаков почерпнул из статьи «Чародейство» Энциклопедического словаря Брокгауза и Ефрона, где отмечалось, что на острове Лесбос этим именем называли безвременно погибших девушек, после смерти ставших вампирами.
Гелла описана как ведьма по происхождению, ведьма-вампир, оживший мертвец, в отличие от Фриды, ведьмы по деянию (убила своего ребёнка).
В поэме «Фауст» (1808—1832) Гёте (1749—1832) описана Маргарита, со шрамом на шее (как Гелла), возлюбленная главного героя, казненная за убийство ребёнка (убила своего ребёнка и Фрида).

## Образ Геллы в кинематографе и театре
| Название           | Страна         | Год  | Режиссёр                       | В роли Геллы                                                  | Примечания                     |
| ------------------ | -------------- | ---- | ------------------------------ | ------------------------------------------------------------- | ------------------------------ |
| Мастер и Маргарита | СССР           | 1977 | Юрий Любимов                   | Татьяна Сидоренко                                             | спектакль                      |
| Мастер и Маргарита | Польша         | 1988 | Мацей Войтышко                 | Мария Пробош                                                  |                                |
| Мастер и Маргарита | Россия         | 1994 | Юрий Кара                      | Александра Захарова                                           |                                |
| Роковые яйца       | Россия · Чехия | 1995 | Сергей Ломкин                  | Амалия Мордвинова                                             | комедийно-фантастический фильм |
| Мастер и Маргарита | Россия         | 2005 | Владимир Бортко                | Петербургская актриса Татьяна Школьник под псевдонимом Таня Ю | телесериал                     |
| Мастер и Маргарита | Россия         | 2009 | Леонид Полонский Игорь Бунаков | Елена Газаева                                                 | мюзикл                         |
| Мастер и Маргарита | Россия         | 2014 | Софья Сираканян                | Анна Ковальчук, Вера Свешникова, Кристина Кузьмина            | мюзикл                         |
| Мастер и Маргарита | Россия         | 2024 | Михаил Локшин                  | Полина Ауг                                                    |                                |